# Rosario (Argentina)
Rosario je najveći grad pokrajine Santa Fe u Argentini, smješten 320 km sjeverozapadno od Buenos Airesa, na zapadnoj obali rijeke Paraná. 

## Povijest i kultura
Rosario je osnovan krajem 17. stoljeća, oko 1690.-ih, kroz proces spontanog formiranja oko strateški i gospodarski značajnog područja. Grad doživljava urbanistički i gospodarski procvat u drugoj polovici 19. stoljeća kada, zahvaljujući izvozu poljoprivrednih dobara, postaje centar značajnog metropolitanskog područja. Početkom 20. stoljeća u gradu značajno raste udio useljenika iz Italije, Španjolske, Austro-Ugarske, Njemačkog Carstva i Ruskog Carstva definirajući današnju strukturu stanovništva. Iz ovog razdoblja ekonomske ekspanzije grad je sačuvao historicističku (Središna poljoprivredna burza), secesijsku (Club Español de Rosario) i art déco (Palacio Minetti) arhitekturu.

## Zemljopis
Grad je smješten u središtu jednog od najznačajnijeg prometnog i industrijskog koridora u Argentini. Kao lučki grad, na rijeci Parani prima brodove do 11 m gaza, a posjeduje također i veliki željeznički terminal i transportni centar za sjeveroistočni dio zemlje. Most Rosario-Victoria (Puente Rosario-Victoria), otvoren 2003. godine, povezuje Rosario s gradom Victorijom u provinciji Entre Ríos. Gospodarska aktivnost bazira se na izvozu poljoprivrednih i prehrambenih proizvoda što uključuje soju, pšenicu, brašno, sijeno, lan, biljna ulja, kukuruz, šećer, drvo, meso, krzno i vunu.

## Stanovništvo
Prema popisu iz 2012. godine, Rosario nastanjuje 1,276,000 stanovnika, što ga čini trećim gradom po broju stanovnika u Argentini.

### Hrvati u Rosariju
Hrvati su se Rosario doselili u drugoj polovici 19. i početkom 20. stoljeća došavši u ponajvećem broju s dalmatinske obale, napose s otoka Hvara, kao državljani Austro-Ugarske.
Broj Hrvata, a napose stanovnika s hrvatskim podrijetlom bez poznavanja hrvatskog jezika, vrlo značajan, kako u Rosariju tako i u gravitirajućim mjestima poput Chabása, Choveta, Acebale, Villa Muguete. U gradu djeluje nekoliko hrvatskih kulturnih zajednica, radijska stanica, katolički centar, razmjenski lektorat hrvatskog jezika i književnosti pri Nacionalnom sveučilištu Rosarija i počasni konzulat Republike Hrvatske (trenutno bez konzula).

## Zanimljivosti
Asteroid 14812 Rosario nazvan je prema Rosariju.

## Značajne ličnosti
- Lionel Messi
- Maxi Rodríguez
- Mauro Icardi
- Lucio Fontana
- Jakov Buratović
- Ernesto Guevara

## Vanjske poveznice
- Službena stranica - rosario.gob.ar